# Sibro
Sibro este o arie protejată (arie specială de conservare — SAC, sit de importanță comunitară — SCI) din Suedia întinsă pe o suprafață de 0,93 ha, integral pe uscat.

## Localizare
Centrul sitului Sibro este situat la coordonatele 58°56′57″N 16°52′58″E / 58.9491°N 16.8828°E.

## Înființare
Situl Sibro a fost declarat sit de importanță comunitară în mai 2006 pentru a proteja 1 specie de animale. Situl a fost protejat și ca arie specială de conservare în ianuarie 2014.

## Biodiversitate
Situată în ecoregiunea boreală, aria protejată nu include niciun habitat protejat.
La baza desemnării sitului se află o specie protejată de  nevertebrate: Unio crassus.